# Rickettsiose
Rickettsiose ou riquetsiose refere-se a qualquer doença infecciosa causada por bactérias gram-negativas da família Rickettsiaceae e que são transmitidas por carrapatos, ácaros ou piolhos.

## Classificação

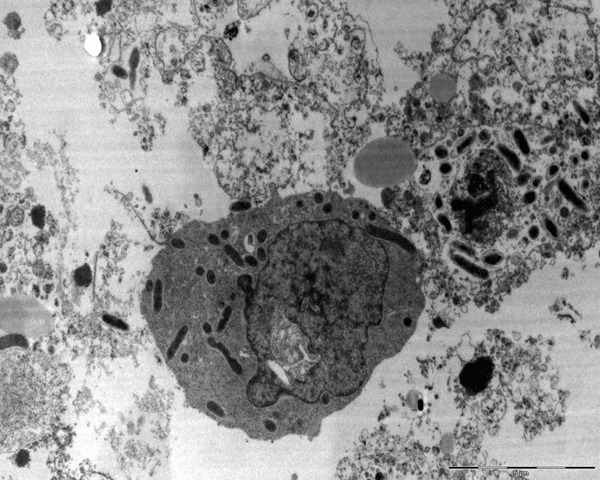
A rickettsia conorii causa a febre escaronodular

Dentre as doenças causadas por rickettsiacaes incluem: 
- Tifo epidêmico;
- Tifo endêmico;
- Febre maculosa;
- Erliquioses e;
- Febre escaronodular;
- Anaplasmoses.

### Classificação por agente infeccioso
Em cada lugar do mundo tem nomes e espécies diferentes:
- Rickettsiose africana: Rickettsia aeschlimannii
- Febre do carrapato africana: R. africae
- Varicela por rickettsia: R. akari
- Tifo de carrapato de Queensland: R. australis
- Febre maculosa mediterrânea/indiana/do Oriente Médio/do Cáspio: R. conorii (4 subespécies)
- Rickettsiose da pulga do gato: R. felis
- Febre maculosa do extremo oriente: R. heilong-jiangensis
- Febre aneruptiva: R. helvetica
- Tifo de carrapato tailandês: R. honei
- Febre maculosa japonesa: R. japonica
- Febre maculosa australiana: Rickettsia marmionii
- Febre maculosa mediterrânea símile: R. monacensis
- Infecção maculosa: R. parkeri
- Linfadenopatia por carrapato: R.
- Febre maculosa das montanhas rochosas, fiebre machada, febre maculosa brasileira: Rickettsia rickettsii
- Tifo de carrapato siberiano: R. sibirica
- Linfangite por Rickettsia: R. sibiricamongolotimonae
- Linfadenopatia tipo TIBOLA ou DEBONEL: R. slovaca
- Tifo epidêmico: Rickettsia prowazekii
- Tifo murino: Rickettsia typhi

## Sinais e sintomas
Os sintomas mais comuns em rickettsioses são:
- Febre;
- Fraqueza;
- Dores pelo corpo;
- Dor de cabeça;
- Náusea e Vômito;
- Perda de apetite;
- Manchas vermelhas pelo corpo e;
- Diarreia.

## Epidemiologia
No Brasil, a febre maculosa brasileira (FMB) é a riquetsiose mais problemática. Causada pelo Rickettsia rickettsii, um parasita intracelular obrigatório, preferencialmente de células do endotélio e transmitido pelo carrapato Amblyomma cajennense. Surtos em ambientes rurais ou de mata nativa onde os carrapatos e piolhos vetores vivem ocorrem de vez em quando na América Latina e África.

## Tratamento
Pode ser tratado com doxiciclina, cloranfenicol, azitromicina, fluoroquinolonas ou rifampicina dependendo da espécie. É essencial repor líquidos perdidos por diarreia e vômito bebendo muita água ou soro fisiológico. Não possui vacina. Medidas preventivas envolvem eliminar carrapatos e pulgas da região, usar repelentes e roupas que cubram o corpo.